# Incidente ferroviario di Castel Giubileo
Il disastro ferroviario di Castel Giubileo fu un grave incidente ferroviario che si verificò lungo la ferrovia Firenze-Roma alle 23:51 del 12 agosto 1900. A causa del mancato segnalamento di un treno fermo per un guasto, vi fu un grave tamponamento che causò una ventina di vittime e un centinaio di feriti.
La sciagura ebbe molto risalto all'epoca, in quanto il treno tamponato stava trasportando le delegazioni straniere che avevano appena partecipato a Roma al funerale di re Umberto I e alla successiva incoronazione di Vittorio Emanuele III; pertanto, la stazione di Castel Giubileo venne ridenominata stazione di Settebagni.

## Antefatti
Il 29 luglio 1900 re Umberto I, mentre si trovava in visita a Monza, venne assassinato dall'anarchico Gaetano Bresci. I funerali del re d'Italia si tennero a Roma il 9 agosto, mentre due giorni dopo Vittorio Emanuele III venne incoronato, prestando giuramento al palazzo del Quirinale. Terminate le cerimonie, fecero ritorno a casa le numerose delegazioni di nobili e regnanti straniere: una di esse, quella di Pëtr Nikolaevič Romanov, cognato del re Vittorio Emanuele III, partì dalla stazione di Roma Termini a bordo del treno coinvolto in questo incidente ferroviario.

## Dinamica
Alle ore 23:25 del 12 agosto 1900 partì da Roma Termini, con quindici minuti di ritardo, il treno accelerato n. 6 diretto a Firenze, con a bordo le delegazioni reali. Poco dopo il convoglio dovette fermarsi al km 12+750 per un improvviso guasto ai freni Westinghouse (che già furono causa del ritardo nella partenza) a tre chilometri da Ponte Salario, nei pressi di Castel Giubileo. Non essendo ancora diffuso all'epoca il sistema del blocco ferroviario, in casi come questo il frenatore di coda del treno doveva scendere subito dal treno e andare di corsa con una lanterna a segnalare l'ostacolo al treno successivo. Il ferroviere, tuttavia, inciampò in una traversina, cadendo svenuto dopo aver sbattuto la testa, e non fu dunque in grado di segnalare il pericolo, peraltro non visibile in quanto posto dopo una stretta curva cieca.
A causa della grande affluenza di viaggiatori, giunti a Roma per il funerale reale e l'incoronazione, vennero predisposti numerosi treni supplementari quel giorno, tra cui il direttissimo n. 89-bis per Falconara che, partito undici minuti dopo il precedente (alle 23:36), tamponò il treno direttissimo n. 6. La locomotiva del treno investitore si incuneò sotto i tre vagoni di coda del treno fermo.

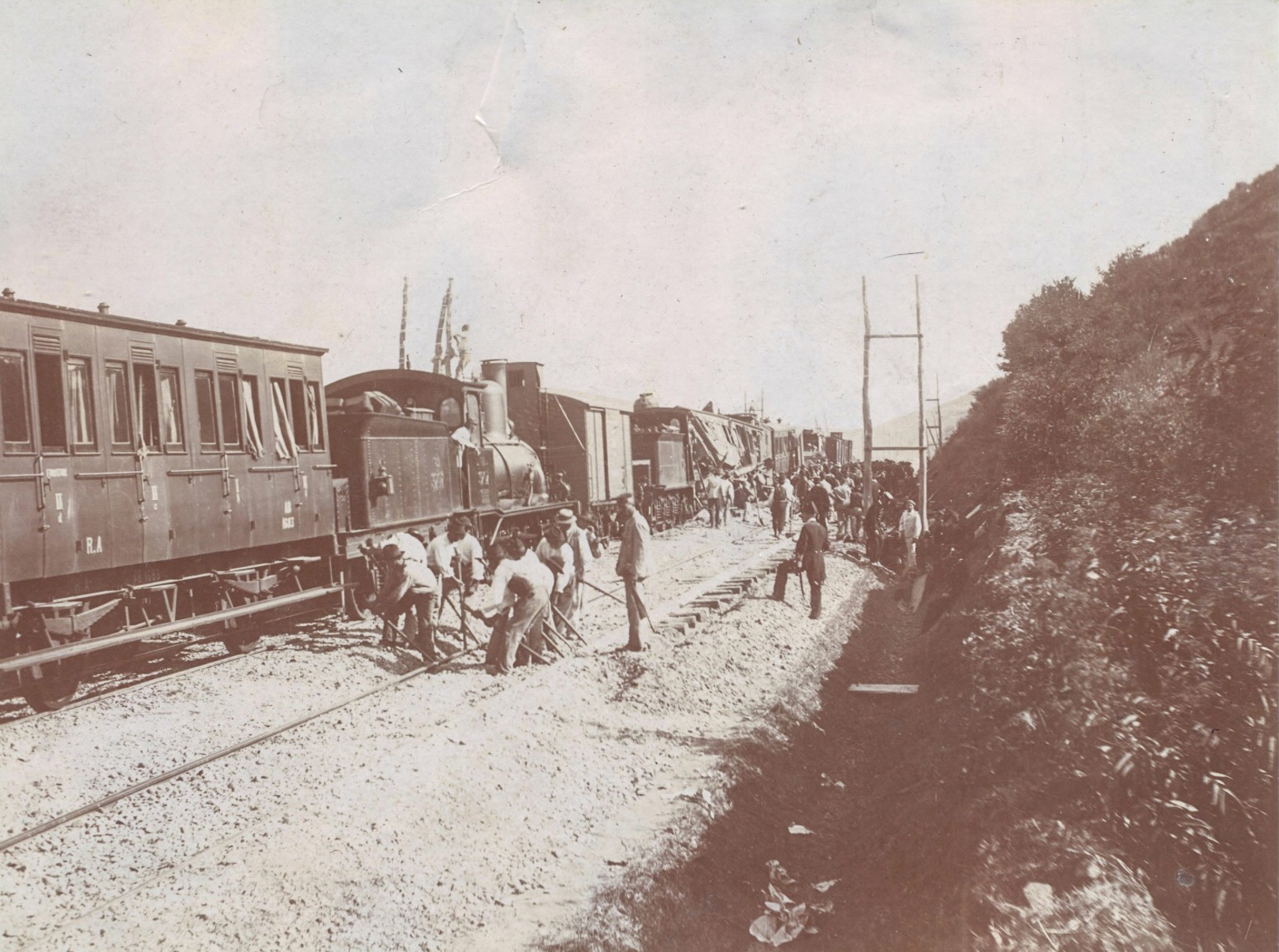
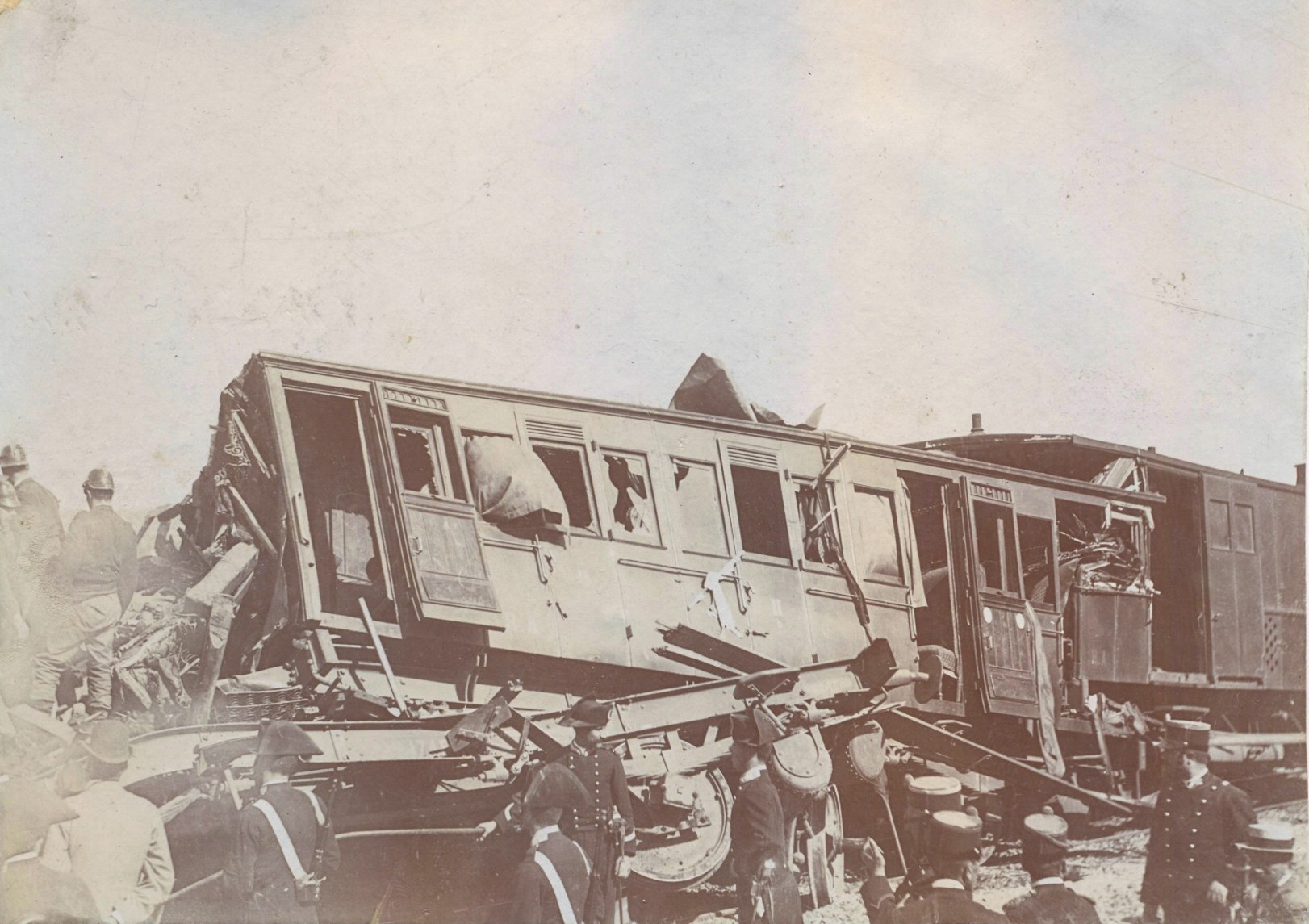
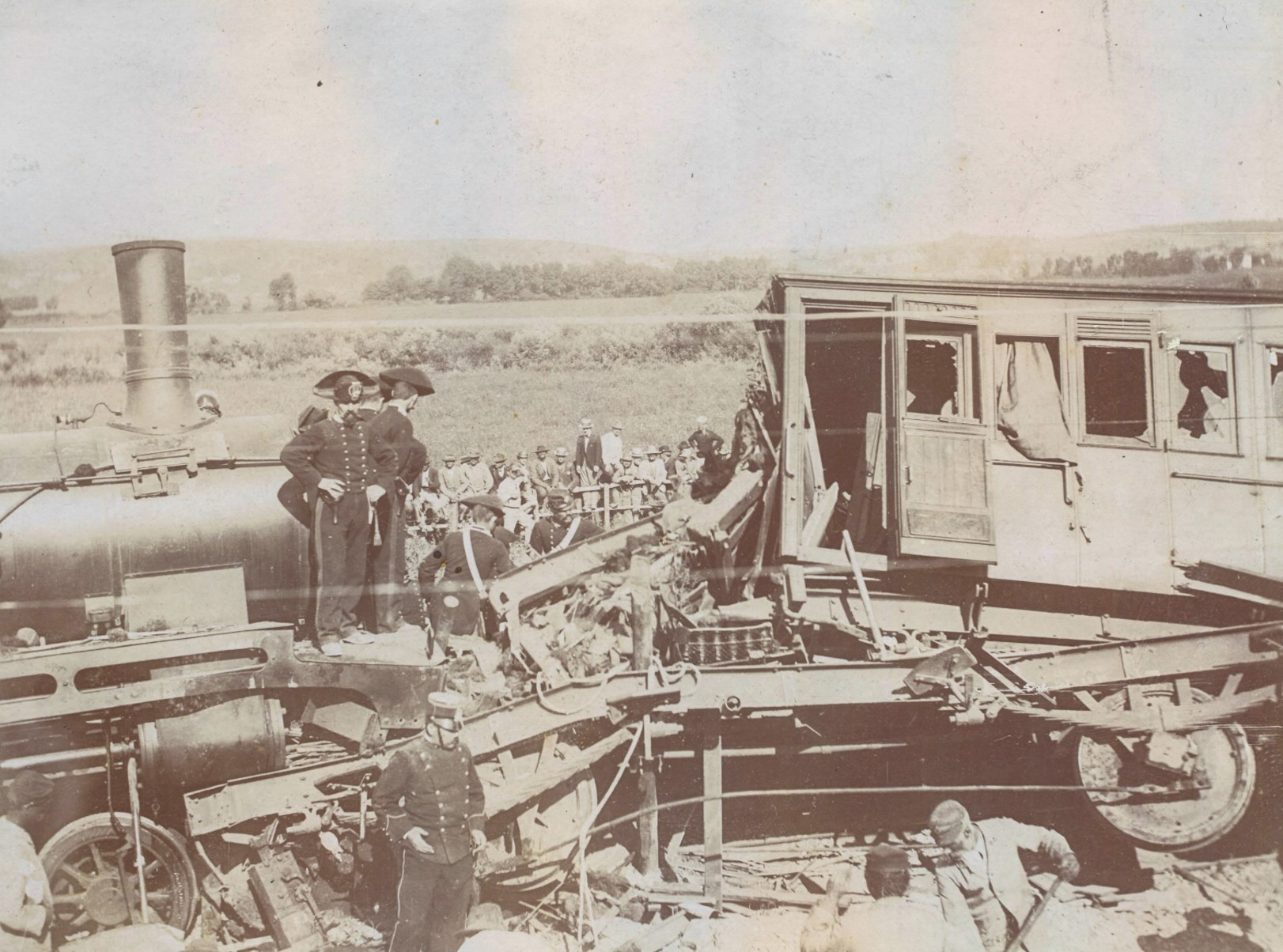
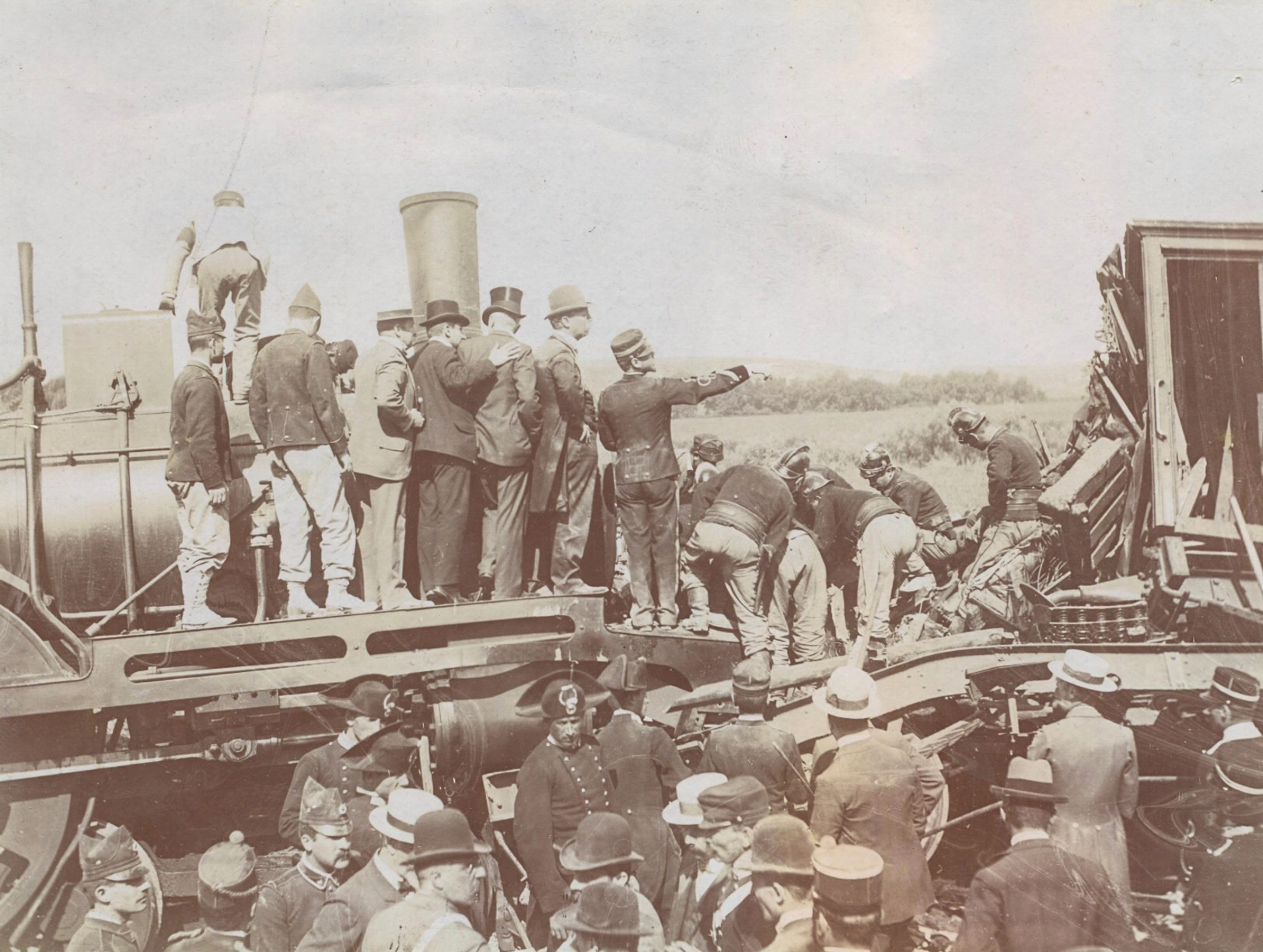
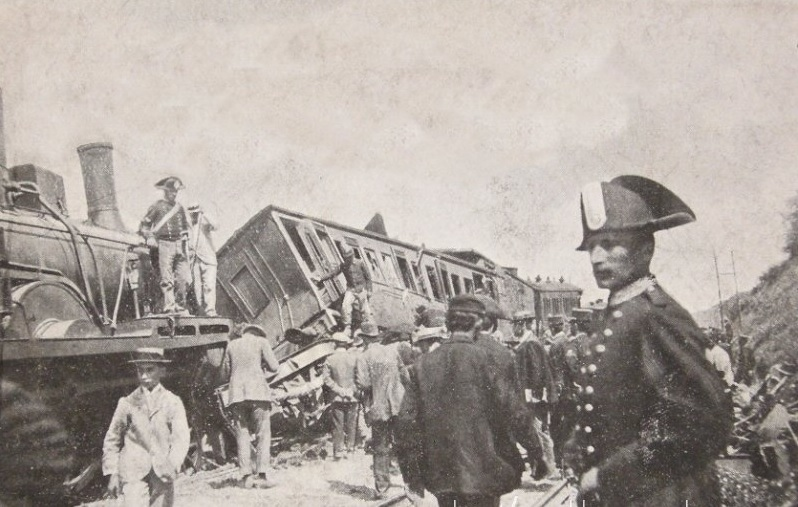

## Soccorsi

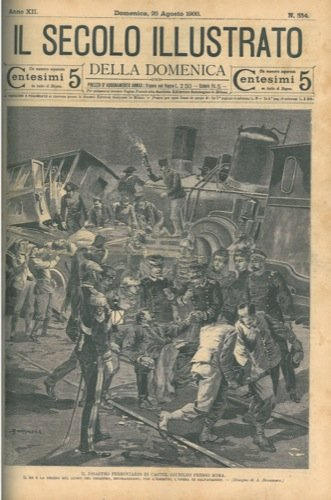
Il disastro ferroviario di Castel Giubileo presso Roma (Il Secolo illustrato della domenica)

Dopo il terribile scontro, il granduca Pietro di Russia si prodigò per spegnere la caldaia della locomotiva che stava per esplodere e soccorrere i feriti. In seguito inviò, tramite il tenente degli Alpini Gino Bondi, un biglietto al neo re Vittorio Emanuele III, per avvertirlo che lui e la moglie Milica del Montenegro (sorella della regina Elena) erano scampati al disastro.
Verso l'una di notte giunse a Roma la notizia, a seguito della quale re Vittorio Emanuele III volle raggiungere il luogo della sciagura. Non essendo possibile allestire la carrozza reale in tempi brevi, la coppia reale raggiunse la stazione Termini a piedi ma, informata che il treno di soccorso era già partito alla 1:35 con a bordo un centinaio di carabinieri, ufficiali, dirigenti, medici e cittadini volontari, decise di non perdere tempo e prendere a nolo due carrozze di piazza (una per il re e il generale Brusati, l'altra per la regina e la sua dama di compagnia), scortate da due ufficiali dei Corazzieri e uno dei Carabinieri in bicicletta.. Lungo la strada vennero raggiunti dalle carrozze reali ufficiali, con cui proseguirono il viaggio. Alle 3:20 il re giunse sul posto, dove rimase alcune ore finché non terminarono i soccorsi.
Tra le vittime vi fu il senatore barone Giuseppe Baratelli, a cui Alfredo Oriani dedicò il proprio libro Ombre di occaso.
Altri passeggeri coinvolti furono il Duca d'Oporto, la delegazione turca ed il rappresentante del re del Belgio, che riportò la frattura di entrambe le gambe.
A seguito del processo per il disastro, si scoprì che Gino Bondi indossò quella sera abusivamente l'uniforme di ufficiale degli alpini di milizia territoriale.

## Filmografia
- Francesco Felicetti, Il disastro ferroviario di Castel Giubileo, 1900.